# Nam vương Quốc tế 2024 (Thái Lan)
Nam vương Quốc tế 2024 là cuộc thi Nam vương Quốc tế lần thứ 16 được tổ chức tại Băng Cốc, Thái Lan vào ngày 14 tháng 12 năm 2024. Nam vương Kim Thitisan Goodburn đến từ Thái Lan trao lại vương miện cho người kế nhiệm là Nwajagu Chinemerem Samuel đến từ Nigeria.

## Kết quả

### Thứ hạng
| Hạng                      | Thí sinh |
| ------------------------- | --- |
| Mister International 2024 | - Nigeria — Nwajagu Chinemerem Samuel |
| Á vương 1                 | - Việt Nam — Nguyễn Mạnh Lân |
| Á vương 2                 | - Indonesia — Glenn Victor Sutanto |
| Top 5+1                   | - Hà Lan — Anthony Henricus - Philippines — Justine Carl Ong § - Tây Ban Nha — Rafael Domínguez                                                            |
| Top 10                    | - Ecuador — Abel Díaz - Hàn Quốc — Joon-Sung Heo - México — Brian Arturo Faugier - Trung Quốc — Liu Xu Adrien Lorin - Ý — Leonardo Castaldo                |
| Top 15                    | - Colombia — Sebastián Melo Nieves - Cuba — Christian Jesús Anoceto - Pháp — Lavigne Swann - Thái Lan — Chutipong Buddharak - Venezuela — Emmanuel Serrano |

- § Tự động lọt vào top 6 nhờ thắng giải "Fan Vote".

### Giải thưởng đặc biệt
| Giải thưởng           | Thí sinh                              |
| --------------------- | ------------------------------------- |
| Best Swimwear         | - Nigeria — Nwajagu Chinemerem Samuel |
| Best National Costume | - Philippines — Justine Carl Ong      |
| Mister Congeniality   | - Hoa Kỳ — Josef O'Brien              |
| Mister Photogenic     | - Hà Lan — Anthony Henricus           |
| Fan Vote              | - Philippines — Justine Carl Ong      |

## Các thí sinh
47 thí sinh dự thi.
| Quốc gia/vùng lãnh thổ | Thí sinh                          | Tuổi | Chiều cao               | Quê quán       | T.k.   |
| ---------------------- | --------------------------------- | ---- | ----------------------- | -------------- | ------ |
| Anh                    | Nathaniel Cranton                 | 21   | 1,89 m (6 ft 2+1⁄2 in)  | Wareham        |        |
| Ấn Độ                  | Vishnu Choudhary                  | 20   | 1,88 m (6 ft 2 in)      | Jaipur         | [ 8 ]  |
| Ba Lan                 | Patryk Karbowski                  | 31   | 1,91 m (6 ft 3 in)      | Augustów       | [ 9 ]  |
| Bénin                  | Aladdin Tavolini                  | 24   | 1,86 m (6 ft 1 in)      | Lausanne       |        |
| Bosna và Hercegovina   | Anel Mehić                        | 29   | 1,85 m (6 ft 1 in)      | Srebrenica     | [ 10 ] |
| Brasil                 | Bruno Ezequiel Fonseca            | 35   |                         | Natal          |        |
| Cameroon               | Philippe Dipanda Lea              | 29   | 1,80 m (5 ft 11 in)     | Douala         |        |
| Campuchia              | Neov Bunthea                      | 29   | 1,70 m (5 ft 7 in)      | Battambang     |        |
| Canada                 | Kunal Raghava                     |      | 1,78 m (5 ft 10 in)     | Ottawa         |        |
| Colombia               | Sebastián Melo Nieves             | 29   | 1,85 m (6 ft 1 in)      | Bogotá         |        |
| Cuba                   | Christian Jesús Anoceto           | 25   | 1,85 m (6 ft 1 in)      | Havana         |        |
| Curaçao                | Diadrie Williams                  |      | 1,78 m (5 ft 10 in)     | Willemstad     |        |
| Cộng hòa Dominica      | Felipe Reyes                      | 24   | 1,86 m (6 ft 1 in)      | Bonao          | [ 11 ] |
| Đài Loan               | Adam He                           |      | 1,83 m (6 ft 0 in)      | Đài Nam        |        |
| Ecuador                | Abel Díaz                         | 32   | 1,85 m (6 ft 1 in)      | Guayaquil      | [ 12 ] |
| El Salvador            | Josué David Molina                | 26   | 1,83 m (6 ft 0 in)      | San Salvador   | [ 13 ] |
| Haiti                  | Marc Tyson Jean                   | 23   | 1,90 m (6 ft 3 in)      | Port-au-Prince |        |
| Hà Lan                 | Anthony Henricus                  | 21   | 1,83 m (6 ft 0 in)      | Rotterdam      | [ 14 ] |
| Hàn Quốc               | Joon-Sung Heo                     | 24   | 1,85 m (6 ft 1 in)      | Seoul          |        |
| Hoa Kỳ                 | Josef O'Brien                     | 25   | 1,87 m (6 ft 1+1⁄2 in)  | Cleveland      |        |
| Indonesia              | Glenn Victor Sutanto              | 35   | 1,85 m (6 ft 1 in)      | Bandung        | [ 15 ] |
| Lào                    | Niphon Minoymanny                 | 25   | 1,83 m (6 ft 0 in)      | Vientiane      |        |
| Liban                  | Rawad Aboutine                    | 35   | 1,86 m (6 ft 1 in)      | Beirut         |        |
| Malaysia               | Edison Ho Liang Ee                | 36   | 1,82 m (5 ft 11+1⁄2 in) | Kulim          |        |
| Mali                   | Harouna Sissoko                   | 36   | 1,80 m (5 ft 11 in)     | Leya           |        |
| México                 | Brian Arturo Faugier González     | 30   | 1,90 m (6 ft 3 in)      | Monterrey      | [ 16 ] |
| Myanmar                | Hein Htet Aung                    | 25   | 1,78 m (5 ft 10 in)     | Mandalay       |        |
| Nam Phi                | S.J Pretorius                     | 21   | 1,92 m (6 ft 3+1⁄2 in)  | Heidelberg     |        |
| Nepal                  | Kshitij Shrestha Chhetri          | 25   | 1,78 m (5 ft 10 in)     | Kathmandu      |        |
| Nhật Bản               | Kodai Takahashi                   | 25   | 1,83 m (6 ft 0 in)      | Tokyo          |        |
| Nigeria                | Nwajagu Chinemerem Samuel         | 23   | 1,91 m (6 ft 3 in)      | Anambra        | [ 17 ] |
| Panama                 | Mario Bianco                      | 29   | 1,84 m (6 ft 1⁄2 in)    | Chiriquí       |        |
| Perú                   | Cristian Novoa Arrué              | 28   | 1,85 m (6 ft 1 in)      | Tarapoto       | [ 18 ] |
| Pháp                   | Lavigne Swann                     | 24   | 1,93 m (6 ft 4 in)      | Taulignan      | [ 19 ] |
| Philippines            | Justine Carl Ong                  | 24   | 1,80 m (5 ft 11 in)     | Tacloban       | [ 20 ] |
| Puerto Rico            | José Enrique López Ramírez        | 34   | 1,80 m (5 ft 11 in)     | San Juan       | [ 21 ] |
| Scotland               | Christian Hawkins                 | 25   | 1,81 m (5 ft 11+1⁄2 in) | Edinburgh      |        |
| Séc                    | Ondřej Valenta                    | 32   | 1,88 m (6 ft 2 in)      | Prague         | [ 22 ] |
| Singapore              | Baron Chia Jia Jun                | 30   | 1,80 m (5 ft 11 in)     | Singapore      |        |
| Sri Lanka              | Maduranga Hewapathirana           | 27   | 1,80 m (5 ft 11 in)     | Battaramulla   |        |
| Tây Ban Nha            | Rafael Junior Domínguez Mata      | 28   | 1,94 m (6 ft 4+1⁄2 in)  | San Sebastián  | [ 23 ] |
| Thái Lan               | Chutipong Buddharak               | 30   | 1,81 m (5 ft 11+1⁄2 in) | Băng Cốc       |        |
| Thụy Sĩ                | Thibaud Renaud                    | 21   | 1,78 m (5 ft 10 in)     | Geneva         |        |
| Trung Quốc             | Liu Xu Adrien Lorin               | 20   | 1,83 m (6 ft 0 in)      | Bienne         |        |
| Venezuela              | Enmanuel Jeremías Serrano Liscano | 32   | 1,85 m (6 ft 1 in)      | Caracas        | [ 24 ] |
| Việt Nam               | Nguyễn Mạnh Lân                   | 30   | 1,92 m (6 ft 3+1⁄2 in)  | Hà Nội         | [ 25 ] |
| Ý                      | Leonardo Castaldo                 |      | 1,85 m (6 ft 1 in)      | Napoli         |        |

### Không dự thi
- Bỉ — Nick Thyson (28, 1.82m, Antwerpen) bỏ cuộc thi do vấn đề sức khoẻ.[26]

### Dự thi cuộc thi sắc đẹp quốc tế khác
| Cuộc thi             | Năm  | Quốc gia/vùng lãnh thổ | Thí sinh                      | Thứ hạng       | T.k.   |
| -------------------- | ---- | ---------------------- | ----------------------------- | -------------- | ------ |
| Mister Gay World     | 2022 | Puerto Rico            | José López Duvónt             | Nam vương      | [ 27 ] |
| Mister Supranational | 2025 | Hà Lan                 | Anthony Henricus              | Top 20         | [ 28 ] |
| Mister Supranational | 2025 | Pháp                   | Swann Lavigne                 | Nam vương      |        |
| Mister World         | 2019 | México                 | Brian Arturo Faugier González | Á vương 2      |        |
| Mister World         | 2024 | El Salvador            | Josué David Molina            | Không đạt giải |        |